# 布里金大教堂

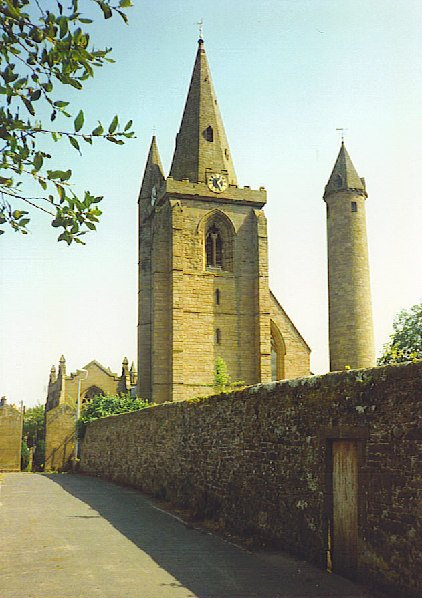
布里金大教堂

布里金大教堂（Brechin Cathedral）是英國蘇格蘭教會的一座教堂，其歷史可以追溯至13世紀。布里金大教堂雖然名為cathedral，但實際上並非座堂。座堂的西南方有一座圓形塔樓，修建於約1000年時。這座塔樓高86英尺（26.21米）。大教堂內保存有兩個紀念碑。

## 外部連結
- Brechin Cathedral
- Brechin Cathedral Round Tower （页面存档备份，存于）
- Brechin Round Tower （页面存档备份，存于）
- Brechin Cathedral WebSite

56°43′55″N 02°39′42″W / 56.73194°N 2.66167°W